# 18 janvier 1959
Le dimanche 18 janvier 1959 est le 18e jour de l'année 1959.

## Naissances
- Alain Dithurbide, coureur cycliste français
- Bjarne Henriksen, acteur danois
- Claus Erhorn, cavalier allemand
- Dagmar Lurz, patineuse artistique allemande
- Dominique Esnault, tireuse sportive française
- Hervé Wattecamps, militaire français
- Jean-Christophe Peaucelle, diplomate français
- Jean-François Charbonnier, joueur de football français
- Koyo Kawanishi, astronome japonais
- Patrick Formica, joueur de football français
- Soheila Jolodarzadeh, femme politique iranienne
- Stéphane Ganeff, escrimeur belge et néerlandais